# Premiile Origins
Premiile Origins sunt premii americane pentru munca remarcabilă în industria jocurilor. Ele sunt prezentate de Academy of Adventure Gaming Arts and Design (Academia de Artă și Design pentru jocuri de aventură) la convenția anuală Origins Game⁠(d) pentru anul precedent, astfel încât (de exemplu) premiile din 1979 au fost acordate la gala Origins din 1980.
Premiul Origins este denumit în mod obișnuit Calliope, deoarece statueta este asemănătoare muzei cu același nume. Membrii Academiei prescurtează frecvent acest nume în „Callie”.

## Istorie
Inițial, premiile Charles S. Roberts și  cele Origins erau aceleași. Începând cu premiile din 1987, premiile Charles S. Roberts au fost acordate separat și s-au îndepărtat complet de Origins în 2000, lăsând premiile Origins ca un sistem complet separat. În 1978, premiile au găzduit și premiile H. G. Wells din 1977 pentru jocuri de rol și jocuri de război în miniatură.

## Categorii
Premiile Origins au fost prezentate inițial la Origins Game Fair în cinci categorii: Cel mai bun joc profesional, Cel mai bun joc pentru amatori, Cea mai bună revistă profesională, Cea mai bună revistă pentru amatori și Adventure Gaming Hall of Fame.
De la prima ceremonie, categoriile de jocuri s-au extins pentru a include jocuri de societate (tradiționale, istorice și abstracte), jocuri de cărți (tradiționale și cu cărți de schimb), jocuri de război în miniatură (istorice, științifico-fantastic și de fantezie), jocuri de rol și jocuri play-by-mail. Există categorii suplimentare pentru design grafic, pentru expansiuni și accesorii pentru jocuri și pentru ficțiune legată de jocuri. În anii 1980 și 1990, au fost acordate premii și pentru jocurile pe computer. Începând din 2003, Premiile Origins au o nouă categorie numită Vanguard Award, care a onorat jocurile extrem de inovatoare.

## Hall of Fame

### Membri
- Aaron Allston
- Dave Arneson⁠(d)
- Richard Berg⁠(d)
- Jolly R. Blackburn⁠(d)
- Larry Bond⁠(d)
- Gerald Brom⁠(d)
- Darwin Bromley⁠(d)
- Bob Charrette⁠(d)
- Frank Chadwick⁠(d)
- Vlaada Chvátil⁠(d)
- Loren Coleman⁠(d)
- Greg Costikyan⁠(d)
- Liz Danforth⁠(d)
- James F. Dunnigan
- Larry Elmore⁠(d)
- Mike Elliott⁠(d)
- Don Featherstone⁠(d)
- Nigel Findley⁠(d)
- Richard Garfield⁠(d)
- Don Greenwood⁠(d)
- Ed Greenwood⁠(d)
- Julie Guthrie
- E. Gary Gygax⁠(d)
- Tracy Hickman
- John Hill⁠(d)
- David Isby
- Steve Jackson (US)⁠(d)
- Jennell Jaquays⁠(d)
- Reiner Knizia⁠(d)
- Wolfgang Kramer⁠(d)
- Eric M. Lang⁠(d)
- Rick Loomis⁠(d)
- Rodger MacGowan⁠(d)
- Tom Meier⁠(d)
- Marc Miller⁠(d)
- Dennis Mize
- Alan R. Moon⁠(d)
- Sandy Petersen⁠(d)
- Michael Pondsmith⁠(d)
- Alex Randolph⁠(d)
- Charles Roberts⁠(d)
- Sid Sackson⁠(d)
- Duke Seifried⁠(d)
- Tom N. Shaw
- Redmond Simonsen⁠(d)
- Kenneth St. Andre⁠(d)
- Michael Stackpole
- Greg Stafford⁠(d)
- Lisa Stevens⁠(d)
- Klaus Teuber
- Don Turnbull⁠(d)
- Jonathan Tweet⁠(d)
- Jim Ward⁠(d)
- Margaret Weis
- Jordan Weisman⁠(d)
- Loren Wiseman⁠(d)
- Reinhold Wittig⁠(d)
- Erick Wujcik⁠(d)
- Lou Zocchi⁠(d)

### Jocuri și publicații
- Ace of Aces⁠(d)
- Acquire⁠(d)
- Advanced Dungeons & Dragons⁠(d) *
- Amber Diceless Roleplaying⁠(d)
- Apples to Apples⁠(d)
- Axis & Allies⁠(d)
- Battletech Mechs & Vehicles⁠(d)
- Berg's Review of Games⁠(d)
- BoardGameGeek⁠(d)
- Call of Cthulhu⁠(d)
- Champions⁠(d)
- Chivalry & Sorcery⁠(d)
- Cosmic Encounter⁠(d)
- The Courier⁠(d)
- Diplomacy⁠(d)
- Dragon Magazine
- Dungeons & Dragons *
- Empire⁠(d)
- Fire & Movement Magazine⁠(d)
- GURPS⁠(d)
- Illuminati play-by-mail game⁠(d)
- Mage Knight⁠(d)
- Mage Knight Board Game⁠(d)
- Magic: The Gathering⁠(d)
- MechWarrior 2⁠(d) & 3⁠(d)
- Middle-Earth Play-By-Mail⁠(d)
- Mythos⁠(d)
- Nuclear War⁠(d)
- Paranoia⁠(d)
- Risk⁠(d)
- The Settlers of Catan
- Squad Leader⁠(d)
- Star Fleet Battles⁠(d)
- Strategy & Tactics⁠(d)
- Traveller⁠(d)
- TwixT⁠(d)
- Vampire: The Masquerade⁠(d)
- Starcraft
- Warhammer Fantasy Battle⁠(d)
- Warhammer 40,000
- Yahtzee

 
* - Dungeons & Dragons și Advanced Dungeons &amp; Dragons au fost considerate suficient de diferite pentru a fi introduse separat.